# Суховчицы (Брестская область)
Сухо́вчицы (бел. Сухоўчыцы) — деревня в Кобринском районе Брестской области Белоруссии. Входит в состав Хидринского сельсовета.
По данным на 1 января 2016 года население составило 124 человека в 43 домохозяйствах.

## География
Деревня расположена в 11 км к юго-западу от города и станции Кобрин, в 37 км к востоку от Бреста, в полутора километрах от дороги  М1 Брест — граница России.
На 2012 год площадь населённого пункта составила 0,78 км² (78 га).

## История
Населённый пункт известен с XVI как селение Суховичи. В разное время население составляло:
- 1999 год: 38 хозяйств, 105 человек;
- 2009 год: 119 человек;
- 2016 год[2]: 43 хозяйства, 124 человека;
- 2019 год[1]: 106 человек.